# Olympisch Stadion (Antwerpen)
Olympisch Stadion (nederländskt uttal: [o.ˈlim.pis ˈstaː.di.jɔn]) eller Kielstadion [ˈkiɫ.staː.di.ˌjɔn] byggdes som huvudarena till olympiska sommarspelen 1920 i Antwerpen. Under spelen var arenan värd för  friidrott,  ridsport,  landhockey,  fotboll,  gymnastik, modern femkamp, rugby union,  dragkamp, och  tyngdlyftning. Arenan är hemmaplan för belgiska fotbollsklubben KFC Germinal Beerschot.
Det anses möjligt att Archibald Leitch var inblandad i designarbetet, och han besökte arenan flera gånger inför spelen.